# Slovanská liturgie

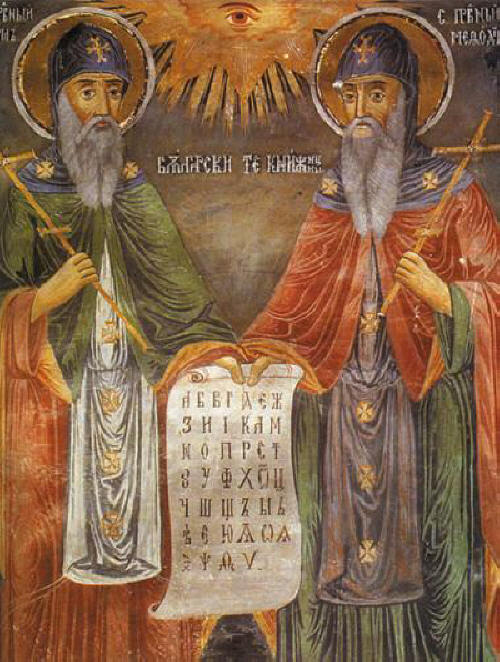
Svatí Cyril a Metoděj na nástěnné malbě v Trojanském klášteře v Bulharsku

Termínem slovanská liturgie se označuje bohoslužba ve slovanském jazyce slavená klérem byzantské misie sv. Konstantina a Metoděje. Otázka obřadu této liturgie zůstává otevřena a je možné, že se ji nepodaří uspokojivě rozřešit. V dílech autorů je tento termín užíván nejednotně. Obecně můžeme říci, že termín slovanská liturgie vypovídá o křesťanské liturgii cyrilometodějské misie ve 2. pol. 9. stol. z hlediska jazyka, nikoli obřadu. Právě stran obřadu jsou závěry autorů často ovlivněny jejich konfesní příslušností.

## Počátky slovanské liturgie
Slovanská liturgie má své počátky na Velké Moravě ve 2. polovině 9. století, po vyhnání Metodějových žáků se rozšířila do dalších částí Evropy.

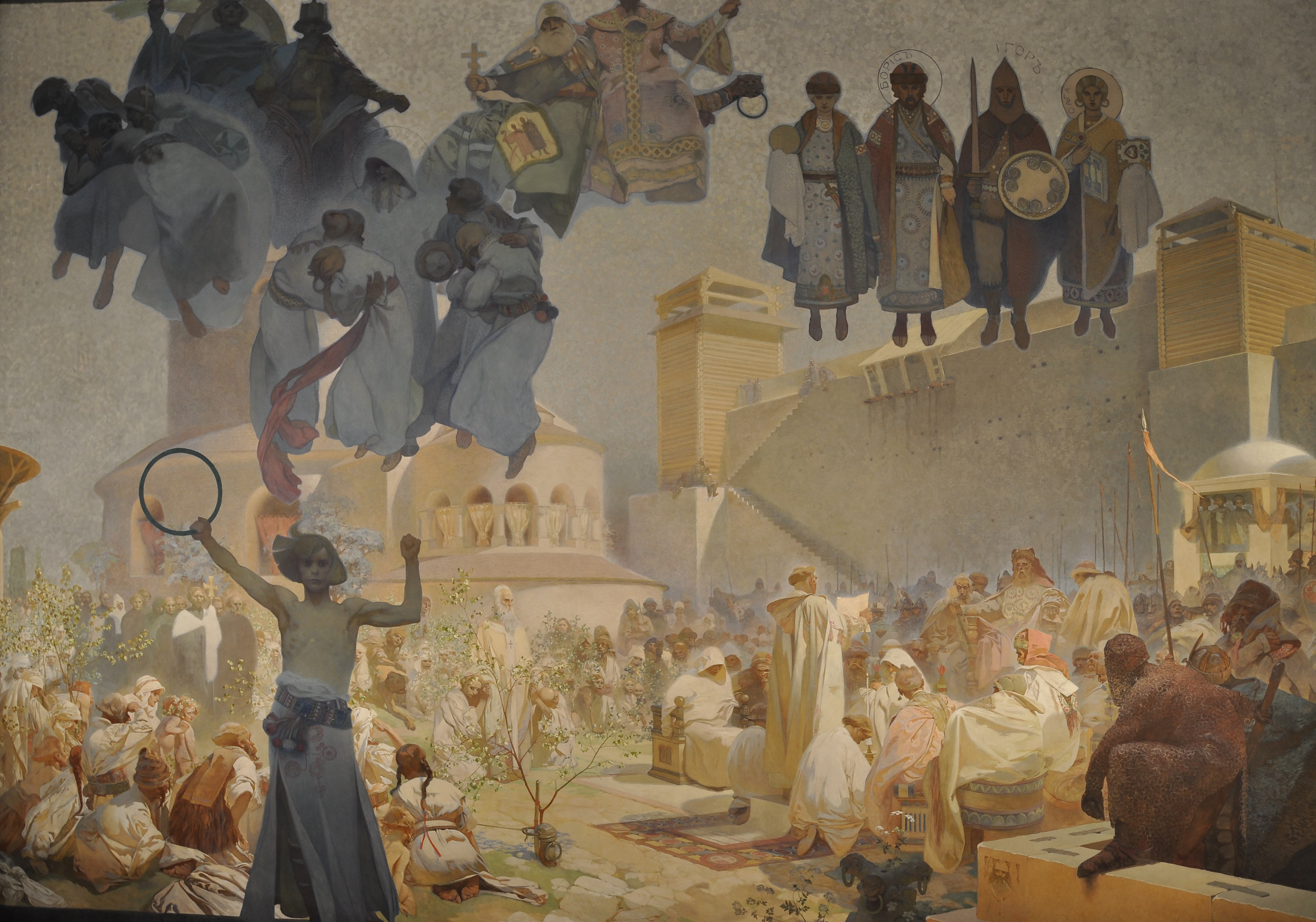
Obraz Zavedení slovanské liturgie na Velké Moravě z cyklu Slovanská epopej od Alfonse Muchy, 1912

Již v době před příchodem soluňských bratří byla na velkomoravském území slavena liturgie římská v latinském jazyce i liturgie byzantská v řečtině, jak o tom svědčí zmínka Života Metodějova, hlava 5. Bratři Cyril a Metoděj pocházeli z prostředí byzantské vzdělanosti, duchovnosti i liturgie, takže vyrůstali v prostředí byzantské bohoslužby. Oba slovanští apoštolové přišli s modelem, který byl běžný na křesťanském Východě, tedy s modelem uvedení národního, v našem případě slovanského jazyka do liturgie. Tento krok přinesl cyrilometodějské misii velký úspěch.
Slovanská liturgie byla schválena roku 862 Konstaninopolským patriarchátem (patriarchou Fotiem se synodou) a pak roku 868 římským papežem Hadriánem II., načež snad Hadrián II. vysvětil Metoděje a jeho žáky na kněze. Koexistence slovanské a latinské liturgie na Velké Moravě však byla od počátku v napětí, které se změnilo ve vleklý konflikt, protože latinští kněží získávali stále větší vliv na knížete Svatopluka (synovce Rastislava, na jehož podnět Konstantin a Metoděj na Velkou Moravu přišli) a u papeže Jana VIII. usilovali o sesazení Metoděje. Jan VIII. ale obnovil souhlas s užíváním slovanské bohoslužby. Ten byl zrušen po Metodějově smrti v roce 885 papežem Štěpánem V., čímž na Velké Moravě slovanská liturgie končí.

### Charakter liturgie
Co se týče obřadu slovanské liturgie na Velké Moravy, není mezi badateli shoda. Nejčastější názory jsou následující:
1. Slovanská liturgie byla obřadu byzantského.
2. Slovanská liturgie byla obřadu římského.
3. Slovanská liturgie byla nejprve obřadu římského a posléze byzantského, nebo naopak.
4. Slovanská liturgie byla obřadu "smíšeného" (hybrid byzantského a latinského obřadu).

Privilegia, která dostali Konstantin s Metodějem v Římě pro oblast liturgie, neměla obdoby. Na křesťanském Západě totiž byly za hodny bohoslužby považovány jen tři jazyky, kterými byl proveden nápis na Kristově kříži, tedy jazyk latinský, řecký a hebrejský. Najednou se v církevní bohoslužbě na křesťanském Západě objevil vedle latiny jazyk staroslověnský. Jiné jazyky (až na výjimky) byly do římské mše připuštěny až po 1100 letech v souvislosti s vývojem po II. vatikánském koncilu.

### Po smrti Metoděje
Po zničení díla soluňských bratří po smrti sv. Metoděje odešli jeho slovanští žáci do exilu. Slovanská bohoslužba se uchytila v byzantském ritu v Rusku, Bulharsku a jiných zemích, v římském ritu v Chorvatsku, kde se udržela až dodnes. Část slovanského kléru odešla pravděpodobně i do Čech, kde bylo centrum slovanské bohoslužby až do roku 1096 v sázavském klášteře. Papež Řehoř VII. odmítl žádost krále Vratislava z roku 1080, který žádal povolení liturgie slovanské: "Quia nobilitas tua postulavit, quo secundum Slavonicam linguam apud Vos divinum annueremus celebrari officium, scias nos huic petitioni tuae nequaquam posse favare - Ježto Vznešenosti tvá žádal, abychom dovolili jazykem slovanským u Vás sloužiti služby Boží, věz, že této žádosti Tvé nijak nemůžeme vyhověti". Ve 14. a 15. století se pěstovala slovanská liturgie v Praze v klášteře Na Slovanech. V 19. a na počátku 20. století žádal český klérus staroslověnský či rovnou český jazyk v liturgii s odkazem na tradici slovanské liturgie.

## Liturgie sv. Petra
Zvláštní kapitolu v této otázce tvoří liturgie sv. Petra ve slovanském jazyce. Její původ a využití nejsou dodnes zcela jisté. Liturgie sv. Petra byla známa v Illyriku. Je to liturgie stojící na pomezí byzantské a římské bohoslužby. Někteří zejména katoličtí badatelé mluví o její existenci i na Velké Moravě, ovšem na rozdíl od Illyrika, kde tuto bohoslužbu slavili v řeckém jazyce, na Moravě byla prý sloužena v jazyce slovanském. Pro tahle tvrzení však chybějí solidnější argumenty, ani jeden ze zachovalých rukopisů nevykazuje cyrilometodějský původ. Jako nejpravděpodobnější se jeví závěr, že v celku slovanská liturgie existovala liturgie byzantská i římská, které možná alespoň v některé dny byly doplněny liturgií sv. Petra.

## Dědictví slovanské liturgie
Dědicem slovanské liturgie je byzantská liturgie pravoslavné i řeckokatolické církve slavená v církevní slovanštině. V římskokatolické církvi navázala na tradici slovanské liturgie staroslověnská verze tradiční mše (tj. mimořádné formy římského ritu, lidově tzv. tridentské mše), dovolená pro Čechy a Moravu v určité dny a pro konkrétní místa indultem papeže Benedikta XV. roku 1920, a po II. vatikánské koncilu na tradici slovanské liturgie navázala hlaholská mše, pro kterou byl vydán misál pro olomouckou arcidiecézi roku 1972 a pro celou ČR v r. 1992. Na slovanskou liturgii navázaly v určité míře i jiné denominace, např. Církev československá.